# Імені Калжан-ахуна
імені Калжа́н-аху́на (каз. Қалжан Ахун ат.а.) — село у складі Сирдар'їнського району Кизилординської області Казахстану. Адміністративний центр та єдиний населений пункт сільського округу імені Калжан-ахуна.
У радянські часи село називалось Амангельди.
Населення — 1128 осіб (2021; 1174 у 2009, 1178 у 1999, 1096 у 1989).